# Lista Bojowników
Lista Bojowników (hebr. רשימת הלוחמים, Reszimat ha-Lochamim) – partia polityczna w Izraelu działająca w latach 40. i 50. XX wieku.

## Historia
Lista Bojowników kontynuowała tradycje Lechi, paramilitarnej organizacji, działającej w Palestynie przed utworzeniem Izraela. Była ona określana przez Brytyjczyków, ONZ i większość tamtejszej społeczności żydowskiej jako organizacja terrorystyczna. Uwikłana była w cały szereg kontrowersyjnych wydarzeń, takich jak zabójstwo lorda Moyne i masakra w Dajr Jasin. Lehi została rozwiązana, a jej członkowie wcieleni do Sił Obrony Izraela w maju 1948 roku. Pomimo tego, część z nich kontynuowała niezależną działalność w Jerozolimie. Została ona siłą przerwana po zabójstwie mediatora ONZ, hrabiego Folke Bernadotte 17 września 1948 roku.
Po ostatecznym zakończeniu działalności Lechi, jej lewicowi członkowie utworzyli partię polityczną – Listę Bojowników, która miała reprezentować tę grupę podczas wyborów w 1949 roku. Nr 1 na liście wyborczej obsadził Natan Jelin-Mor, były przywódca Lechi, który w trakcie wyborów znajdował się w więzieniu (odbywał karę 8 lat pozbawienia wolności za udział w zabójstwie hrabiego Bernadotte'a). Ugrupowanie otrzymało 1,2% głosów, co dało mu jedno miejsce w Knesecie. Jellin-Mor został zwolniony z więzienia, aby mógł sprawować mandat poselski. Utracił go jednak w wyniku wyborów w 1951 roku, kiedy to Lista Bojowników nie przekroczyła progu wyborczego.

## Politycy

### Poseł wpierwszym Knesecie
Poseł wybrany w wyborach w 1949: Natan Jelin-Mor